# Kla-dan
Le kla-dan ou kla est une langue mandée du groupe dan, parlée principalement en Côte d’Ivoire dans les départements de Biankouma et Touba, et aussi dans plusieurs villages en Guinée dans la préfecture de Lola. Elle est proche des dialectes dan mais est une langue séparée. C’est une langue tonale.